# ФЦШ-73
«ФЦШ-73» — российский футбольный клуб из Воронежа. В 2008 году, наряду с клубом «Динамо-Воронеж», представлял город во втором дивизионе первенства России.

## История
Клуб представлял ФЦШ — «Футбольный центр Шмарова». Проект был создан в 2003 году на основе спецклассов общеобразовательной школы № 73, директором которой являлся Сергей Воробьёв. Главным тренером команды с 1 января 2006 года стал Валерий Шмаров. Воробьёв, будучи депутатом городской думы, стал президентом клуба, вице-президентом — предприниматель Александр Мерный. Команда провела два сезона в любительском первенстве Черноземья, а 21 февраля 2008 года ФК «ФЦШ-73» был принят в состав членов Профессиональной футбольной лиги.
В 2008 году команда могла называться «ФЦШ-73-Факел», ФК «ФЦШ-73» был в числе четырёх воронежских клубов, которые в период отсутствия «Факела» на профессиональном уровне в 2007—2009 годах поиграли во втором дивизионе, в той или иной мере претендуя на бренд и «историю „Факела“». Клуб имел готовую инфраструктуру ФШЦ для подготовки игроков и мог рассматриваться в качестве поставки кадров в главную команду региона.
В итоге после сезона 2008 года ряд игроков «ФЦШ-73» стали основой клуба «Факел-Воронеж», созданного в декабре 2008 года на базе клуба «Динамо-Воронеж», главным тренером «Факела-Воронежа» стал Шмаров. В дальнейшем команда ФЦШ стала играть на любительском уровне.
18 марта 2010 года ФК «ФЦШ-73» решением совета лиги был исключён из ПФЛ.

## Результаты выступлений
| Первенство | Первенство                    | Первенство | Первенство | Первенство | Первенство | Первенство | Первенство | Первенство | Примечания                                                       | Примечания                                                       |  |
| Сезон      | Лига                          | Место      | И          | В          | Н          | П          | Мячи       | О          | Примечания                                                       | Примечания                                                       |  |
| ---------- | ----------------------------- | ---------- | ---------- | ---------- | ---------- | ---------- | ---------- | ---------- | ---------------------------------------------------------------- | ---------------------------------------------------------------- |  |
| 2006       | ЛФЛ, Черноземье               | 11 из 15   | 28         | 7          | 5          | 16         | 36-52      | 26         | кубок МОА «Черноземье» — предварительный этап (групп.)           |                                                                  |  |
| 2007       | ЛФЛ, Черноземье               | 4 из 17    | 32         | 17         | 9          | 6          | 68-46      | 60         | Переход во второй дивизион; кубок МОА «Черноземье» — 1/4 финала  |                                                                  |  |
| 2008       | Второй дивизион, зона Центр   | 18 из 18   | 34         | 4          | 6          | 24         | 25-67      | 18         | 1/256 финала Кубка России (Динамо-Воронеж — 1:1, пен. 7:8, дома) | 1/256 финала Кубка России (Динамо-Воронеж — 1:1, пен. 7:8, дома) |  |
|            |                               |            |            |            |            |            |            |            |                                                                  |                                                                  |  |
| 2012       | чемпионат Воронежской области | 7 из 9     | 16         | 5          | 2          | 9          | 24-36      | 17         | кубок Воронежской области — 1/2 финала                           |                                                                  |  |
| 2013       | ЛФК, Черноземье               | 14 из 14   | 13         | 1          | 0          | 12         | 10-46      | 3          |                                                                  |                                                                  |  |
| 2014       | ЛФК, Черноземье               | 14 из 14   | 26         | 2          | 2          | 22         | 20-79      | 8          |                                                                  |                                                                  |  |
|            |                               |            |            |            |            |            |            |            |                                                                  |                                                                  |  |
| 2016       | чемпионат Воронежской области | 11 из 16   | 30         | 8          | 3          | 19         | 44-80      | 27         | ФЦШ-73-Олимпик Управа Советского района                          |                                                                  |  |

| Сезон | Лига            | Место    | И  | В | Н | П  | Мячи  | О  | Примечание                                  |
| ----- | --------------- | -------- | -- | - | - | -- | ----- | -- | ------------------------------------------- |
| 2008  | ЛФЛ, Черноземье | 17 из 18 | 34 | 5 | 3 | 26 | 30-94 | 18 | 4-е место в группе 4 кубка МОА «Черноземье» |

## Известные игроки и воспитанники
- Сергей Ткачёв[6][11]

### Комментарии
1. ↑  «ФЦШ-73», «Динамо», «ФСА», «Факел-Воронеж».